# Федерация на анархистите в България
Федерация на Анархистите в България (ФАБ) е официално възстановена през май 1990 година в град Казанлък. На възстановителната конференция, присъстват над 200 делегата от цялата страна. ФАБ е приемник на ФАКБ (Федерация на анархо-комунистите в България), основана през 1919 година и официално забранена и преследвана по време на тоталитарния режим в България.
От октомври 1990 г. ФАБ издава месечния вестник „Свободна мисъл“. Вестникът е и официален орган на Федерацията. Множество книги и брошури на анархистка тематика (исторически, теоретични и биографични) са издадени от ФАБ в периода след 1990 г.

## Цели и форми на дейност
- ФАБ работи за духовното и нравствено усъвършенстване на българския народ чрез популяризиране и разпространение на анархистките идеи и с личен пример.
- ФАБ участва активно в обществения живот на страната, бори се за радикална промяна на социално-икономическата система на основата на принципите на свободата, справедливостта, взаимопомощта и солидарността.
- ФАБ се бори за постигане на максимално благоденствие за всички (без ограничаване и разграничаване) и за неограничена лична свобода.
- ФАБ не си поставя за цел завземането на властта в страната, тъй като това противоречи на следваните безвластнически принципи.
- ФАБ отрича всяка форма на власт, тъй като всяка власт ограничава свободното развитие на обществото и личността. Принципът „власт на народа“ се счита за абсурден, тъй като народът не може да властва сам над себе си, а може единствено да се самоуправлява.
- ФАБ отрича държавата във всичките нейни форми, както и нейните репресивни институции: армия, полиция, съдилища, затвори, парламент, правителство, партии.
- ФАБ е за обединение на всички народи по света по пътя на федерирането между тях на равноправни начала за създаване на световна общност от независими свободни народи. Интернационалните позиции, на които стои ФАБ, се защитават с участието в Международното анархистко движение.

## Друго
Към края на април 2007 г. в района на НДК в София се появяват провокативни бели лепенки с надписи „Анархия вместо България“ и „Анархисти напред! Без бог! Без господар! Без родина! Смърт за България!“ с името и уеб страницата на ФАБ на тях. Федерацията на анархистите заявява, че няма нищо общо с лепенките и ги определя като провокация.